# Flößerei auf der Iller
Die Flößerei auf der Iller oder Illerflößerei war ein Gewerbe des Transportes auf der Iller mit dem hauptsächlichen Zielort Ulm. Transportiert wurden Waren verschiedener Art, vor allem Holz. Urkundlich erwähnt wurde sie erstmals 1397, die letzte Fahrt eines Floßes fand im Jahre 1918 statt.

## Geschichte

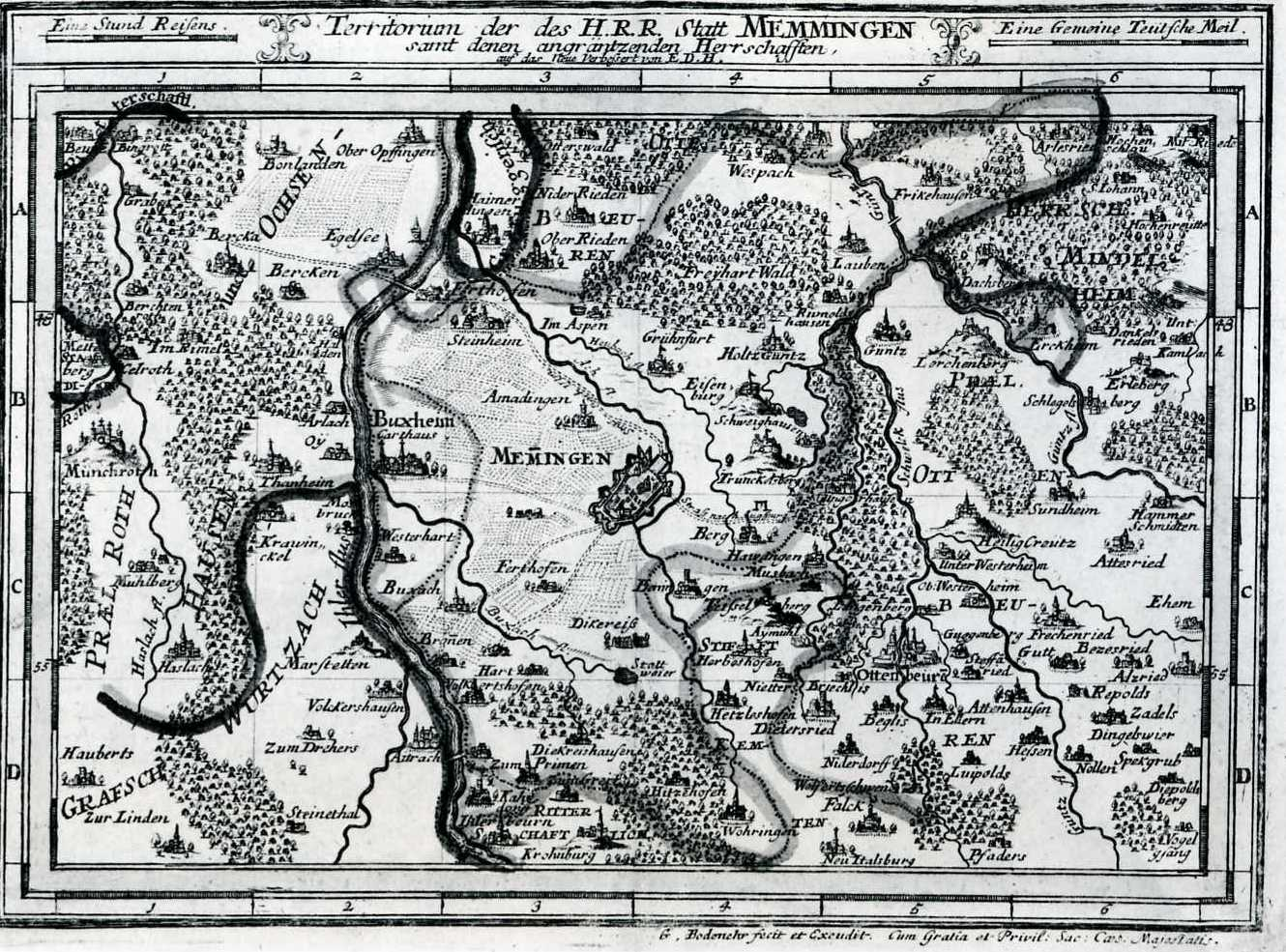
Stich Territorium der des H.R.R. Statt Memmingen samt denen angräntzenden Herrschafften von 1717

Die Iller, die in Oberstdorf aus dem Zusammenfluss von Breitach, Stillach und Trettach entsteht und nach 147 Kilometern bei Ulm in die Donau mündet, ist der erste floßbare Nebenfluss der Donau. Umfangreiche Hügelgräber im Illertal bei Tannheim beidseitig des Flusses, so auch auf dem heutigen Stadtgebiet von Memmingen im Gräberfeld zwischen Volkratshofen und Brunnen, dokumentieren eine frühe Besiedlung der Gegend, in der sich die späteren Anmachplätze der Flößer befanden. Zur Zeit des Römischen Reiches erschlossen sich die Truppen Roms und ihre Handelskaufleute den Teil ihrer später als Raetia benannten Provinz auch mit Hilfe von Booten auf der Iller bis zu ihrer Mündung in die Donau.
Historisch nachweisbar ist die Flößerei auf der Iller in einem Dokument des Heiligen Römischen Reiches aus dem Jahre 1397. In diesem Jahr wurden kaiserliche Zollprivilegien, die die Flößerei zwischen den Brücken in Kempten und Kellmünz betrafen, an die Brüder von Königsegg-Aulendorf als Herren der Burg von Marstetten vergeben. Diese Burg auf halbem Weg zwischen oben genannten Orten wurde dann während des Deutschen Bauernkriegs im Jahre 1525 von unzufriedenen waldburgischen leibeigenen Bauern aus der Umgebung geplündert und zerstört. Am 29. Juli 1566 verkaufte Johann Jacob, Freiherr von Königsegg-Aulendorf, an Karl I. Graf von Hohenzollern, den damaligen Vormund des Adelshauses Waldburg, die Herrschaft Marstetten mit Blutbann und Brückenzoll zwischen Ferthofen und Egelsee mit Zustimmung des damaligen Fürstenabtes von Kempten, Georg von Gravenegg-Burchberg, um 100.000 Gulden. Der Egelseer Zoll fiel 1578 an die Stadt Memmingen. Am 25. September 1595 wurde Froben von Waldburg-Zeil Eigentümer von Marstetten und Aichstetten. 1675 fiel die Herrschaft an die Wurzacher Linie des Waldburger Adels.
Ein Stich aus dem Jahr 1590 mit dem Titel Memmingen und Umgebung um 1590 zeigt die Iller zwischen den Brücken von Ferthofen und Egelsee, zwei bemannte Flöße und einige Boote. Oberhalb des Floßes sind Aitrach, die Burg Marstetten, Mooshausen, Kronwinkel, Tannheim und Arlach abgebildet, auf der anderen Seite des Flusses die Reichsstadt Memmingen. Dieser Bereich war aber nicht nur Gebiet der weltlichen Territorien des Hauses Waldburg und der Stadt Memmingen. Weitere Lieferanten des Rundholzes und der Waren, die mittels der Flößerei illerabwärts transportiert wurden und die man auf der Karte des Memminger Territoriums mit angrenzenden Herrschaftsgebieten von 1717 sieht, waren auch die angrenzenden geistlichen Territorien: die Reichsabtei Rot an der Rot, die Reichsabtei Ochsenhausen mit Amtssitz Tannheim und die Reichskartause Buxheim.
1806 im Zuge der Säkularisation und der damit einhergehenden Auflösung der geistlichen Territorien wurde das Gebiet grob zweigeteilt und Kronlehen der Königreiche Württemberg und Bayern gebildet. Der württembergische Teil fand sich im Oberamt Leutkirch wieder. In den Beschreibungen der einzelnen Ortschaften des Oberamtes Leutkirch von 1843 nimmt August Friedrich Pauly, der sein Werk, die Real-Encyclopädie der classischen Alterthumswissenschaft in alphabetischer Ordnung, nie vollenden konnte, immer wieder Bezug auf die Flößerei an der Iller.
Aitrach liegt in dem Mündungswinkel der Aitrach in die Iller. Man findet hier lebhafte Thätigkeit in Holzhandel und Flößerei und eine bedeutende Sägmühle. Über die Aitrach führt eine schöne neue, bedeckte Brücke.
Im Lauf der Industrialisierung wurde die Iller nicht mehr durchgängig passierbar: Durch den Bau von Wehren und Wasserkraftwerken am Fluss verlor die Flößerei zunehmend an Bedeutung. Mit dem Bau der Bahnstrecke Kempten (Allgäu)–Neu-Ulm durch die Stadt Memmingen wurde der Verkehr auf die Bahnschienen verlagert.
Heute ist ein großer Teil des forstwirtschaftlich genutzten Waldes, von dem das Hauptgut des Floßtransportes, das Rundholz, kam, im Besitz der ehemaligen Adelshäuser Waldburg-Zeil, von Schaesberg, von Finck, außerdem handelt es sich um Privatwald, Kirchenwald und Besitz der Stadt Memmingen. Die Anmachplätze der Flößer liegen in den Landkreisen Biberach, Ravensburg, Unterallgäu und in der Stadt Memmingen.
Das Ende des 19. Jahrhunderts markiert auch das Ende der Flößerei. Eisenbahnlinien entlang der Iller garantierten einen schnelleren, sicheren und regelmäßigeren Warentransport. 1909 beschlossen das Königreich Bayern und das Königreich Württemberg den Bau von mehreren Laufwasserkraftwerken und den Bau des Illerkanals ab Mooshausen bis Ulm. Der Bau des Illerkanals hatte einen sinkenden Pegelstand des Flusses zur Folge. Alle Laufwasserkraftwerke der EnBW und der Lechwerke sind auch heute noch entlang der Iller in Betrieb. Flößer wurden zu geduldeten, aber lästigen Störenfrieden. Die Stadt Ulm löste 1907 die städtische Aufsicht über die Anländeplätze auf. Im Jahr 1918 wurden nur noch zwei Floßtransporte nach Ulm vermerkt; es waren die letzten. Die Flößerei wurde damit auf der Iller knapp zwei Jahrzehnte länger betrieben als auf der Enz und der Murg im Schwarzwald.

## Fahrtzeit, Waren und Güter
Die Fahrtzeit mit einem Floß von Aitrach bis Ulm dauerte bei Normalpegel sechs Stunden und bei Hochwasser drei Stunden. Zurück konnte man die etwa sechzig Kilometer von Ulm nach Aitrach in zwölf Stunden zu Fuß bewältigen. In Ulm angekommen, fuhr der Flößer mit dem Spruch Fang auf, fang auf an die Donauländen heran. Dort waren Amtspersonen der Stadt Ulm, die sogenannten „Donauzoller“ im Dienst, um die Flöße abzufangen, das Anländegeld einzunehmen und die Holzlager zu beaufsichtigen. Täglich landeten in Spitzenzeiten im Sommer 30–40 Flöße in Ulm an. Es gab im Wesentlichen drei Abladestationen, „Floßländen“ genannt: Die Ziegel-, Gänstor- und Herdbruckertorlände. Das entladene Floß wurde dann wieder etliche hundert Meter flussaufwärts gezogen und im so genannten Schleifloch demontiert. 1850 erreichten nach den Aufzeichnungen 42.000 Festmeter Holz die Stadt Ulm. Diese Menge entspricht in etwa 1.400 Lastwagenladungen beladen mit Rundholz. Aber nicht nur Holz und seine Nebenprodukte wurden auf den Flößen transportiert, sondern auch:
|          | Waren           |          |
| Käse     | Steine          | Getreide |
| Wein     | Brände          | Salz     |
| Leinwand | Tiere aller Art |          |

|           | Holz        |
| Rundholz  | Schnittholz |
| Brennholz | Holzkohle   |

Der italienische Wein über die Salzstraße bis nach Kempten. Badischer und französischer Wein bis Ferthofen und von dort mit Flößen nach Ulm und weiter.

## Flößereiwesen

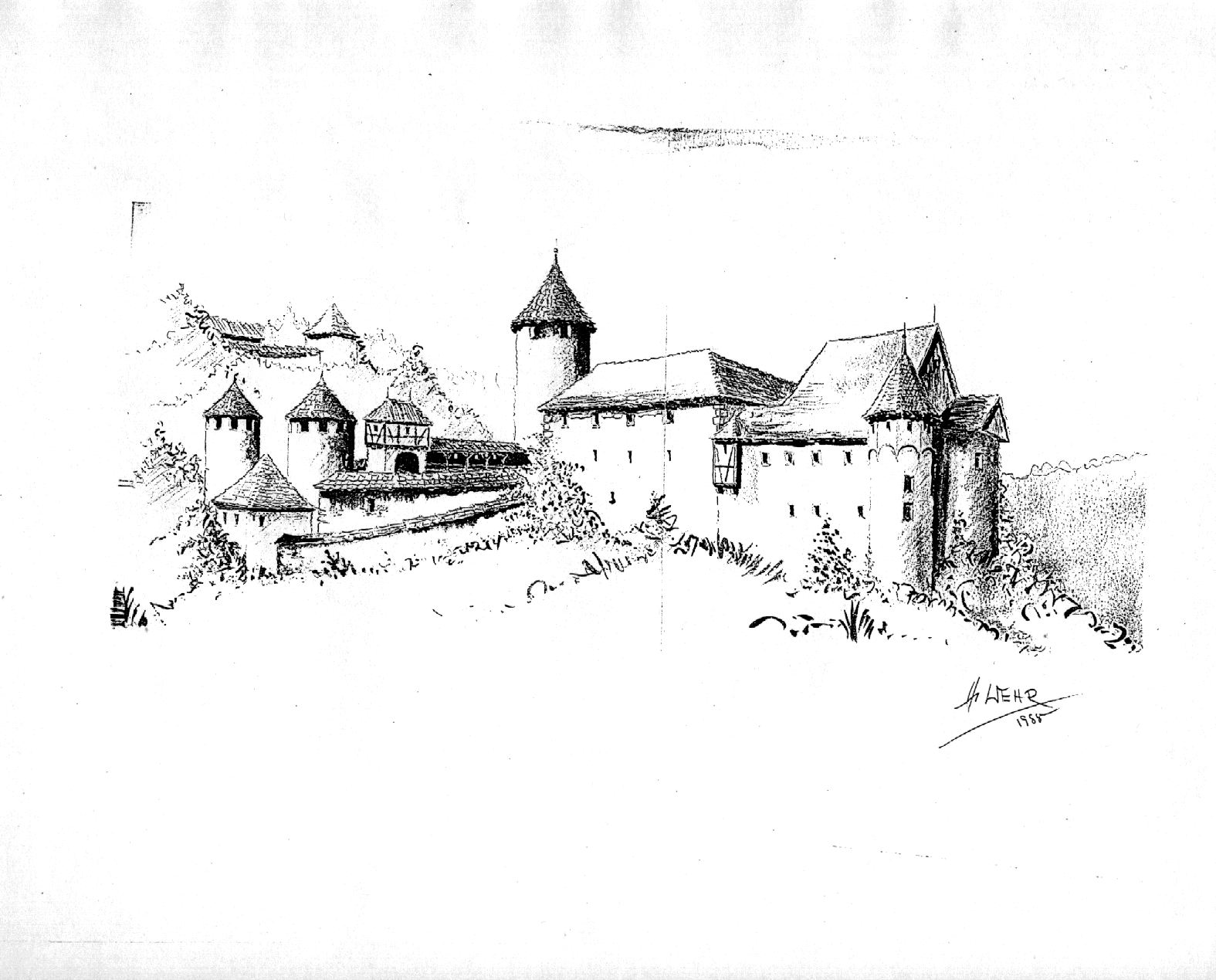
Burgruine Marstetten – Zollstation

Nicht nur Floßherren und Flößer lebten von dem Gewerbe, sondern auch Waldbesitzer, Förster, Holzhauer, Fuhrleute, Holzhändler, Sägemühlenbesitzer, Triftmeister, Seiler, Sattler, Schuster und Schmiede. Zu der Ausrüstung der Illerflößer, die meist aus dem kleinbürgerlichen ländlichen Milieu stammten, oder der Flößer allgemein, gehörten eine massive Axt, Bohrer, Stricke und Birkennägel. Diese Utensilien wurden in eine wasserdichte Ledertasche gepackt. Hüfthohe Lederstiefel schützten die Flößer bei der Arbeit im Gewässer.
Anmachplätze:
- Unterhalb Illerbeuren an der heutigen Landesgrenze
- beim Haus Konstantin Gallasch
- beim Lochbauer im Rank
- links der Iller bei Ignaz Frommeld
- links der Iller bei Philipp Bärtle

Anmachplätze innerhalb Aitrachs:
- unter der Deckten Bruck (zw. Aitrach und Marstetten)
- bei der Schwall

Wenn am dritten Fastensonntag, früher Oculi genannt, der Pfarrer das Introitus mit den Oculi mei semper ad Dominum eröffnete und das Evangelium von der Teufelsaustreibung gelesen wurde, wusste auch der Flößer, dass die Zeit gekommen war, die Arbeit nach einem langen Winter wieder aufzunehmen. Bärtle berichtet in seinem Buch, dass zwischen 1837 und 1883 sieben Flößer aus der Aitracher Gegend bei der Ausübung ihres Berufes ertranken. Er berichtet von einem Unfall 1880 bei Oberkirchberg, bei dem drei Flößer an einem einzigen Tag verunfallten und verstarben. Es gab auch ausgesprochene Flößerherbergen entlang der Iller, so das Rößle in Aitrach oder der Hirsch in Mooshausen.
Es gab zwei Typen von Flößen:
- Bädrischen (so genanntes kleines Floß)
- Flaudern (eigentliches Floß)

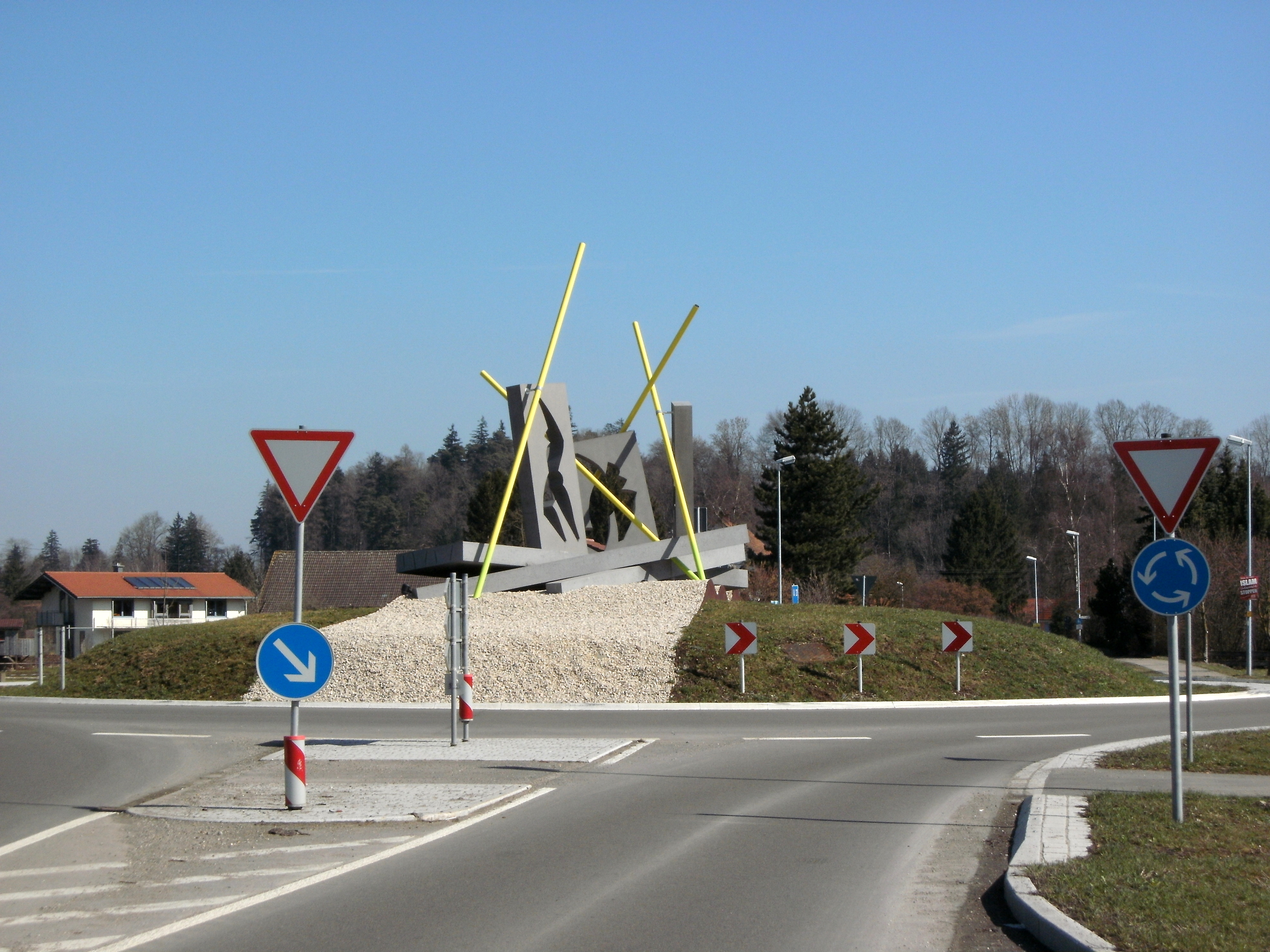
Illerflößerei (Kunstwerk)

Während der Türkenkriege wurde aus dem Bereich Iller ein Regiment der kaiserlichen Truppen in der Stärke von etwa 4.000 Mann zusammengestellt und nach Ulm verschickt und von dort weiter nach Wien. Wie viele davon wieder lebend zurückkamen, ist nicht bekannt. Nach der Befreiung setzte eine Auswanderungswelle aus Oberschwaben in das von den Türken befreite Ungarn ein.
Zeitweise wohnten in jedem zweiten Aitracher Haus Flößer; Floßherren und Oberflößer kamen aus den Familien:
- Bärtle
- Gmeinder
- Gallasch
- Graf (Fluhmühle)

Noch heute spiegelt sich die Flößerei in den Kostümen der Narrenzünfte. Der Elferrat der Narrenzunft Aitrach tauschte 1985 seine am rheinischen Karneval orientierten Kostüme durch ein Kostüm, das an die Kleidung des traditionellen Illerflößers erinnert. Der Umzugswagen des Elferrates ist immer einem Floß nachempfunden.
Im Jahre 2010 wurde ein der Illerflößerei gewidmetes Kunstwerk, innerhalb eines Kreisverkehrs an der Straße von Aitrach in Richtung Ferthofen eingeweiht.